# 加玛射线光分计
加瑪射線光分計（英文：Gamma ray spectrometer，縮寫：GRS）是一種儀器，用來測量加瑪射線的强度以及每个光子能量的分布（或光學頻譜）並且還观察和收集相關數據。